# Billie Jean King Cup 2022 kwalificatieronde Wereldgroep
De Billie Jean King Cup 2022 kwalificatieronde Wereldgroep was de eerste fase van de Billie Jean King Cup 2022. De wedstrijden werden gespeeld op vrijdag 15 en zaterdag 16 april 2022.

## Deelnemers
Veertien van de achttien oorspronkelijk geplande landen namen deel aan de kwalificatieronde:
geplaatst
1. Australië1
2. Frankrijk
3. Verenigde Staten
4. Tsjechië
5. Wit-Rusland3
6. Duitsland
7. Canada
8. Spanje
9. Roemenië

ongeplaatst
- Slowakije2
- Italië
- Oekraïne
- Verenigd Koninkrijk
- België4
- Kazachstan
- Letland
- Nederland
- Polen

1 Australië ging rechtstreeks naar de eindronde, als vervanger van Rusland

2 Slowakije kreeg daardoor een walk-over

3 Wit-Rusland was uitgesloten van deelname

4 België kreeg daardoor een walk-over

## Reglement
Het ITF BJK Cup comité bepaalt welke landen geplaatst worden, aan de hand van de ITF BJK Cup Nations Ranking. Hun tegenstanders worden door loting bepaald. Welk land thuis speelt, hangt af van hun vorige ontmoeting (om de andere), dan wel door loting als zij niet eerder tegen elkaar speelden. Een landenwedstrijd bestaat uit (maximaal) vijf "rubbers": vier enkelspelpartijen en een dubbelspelpartij. Het land dat drie "rubbers" wint, is de winnaar van de landenwedstrijd.
De winnende landen krijgen een kans om de beker te winnen. Zij doen dat door deel te nemen aan het eindtoernooi.
De verliezende landen krijgen een kans om zich te behoeden voor degradatie naar hun regionale zone. Zij doen dat door deel te nemen aan de play-offs.

## Loting en uitslagen
| locatie          | ondergrond    | thuisspelend land    | uitslag | uitspelend land     |
| ---------------- | ------------- | -------------------- | ------- | ------------------- |
| Alghero          | hardcourt     | Italië               | 3–1     | Frankrijk (2)       |
| Asheville        | hardcourt (i) | Verenigde Staten (3) | 3–2     | Oekraïne            |
| Praag            | gravel        | Tsjechië (4)         | 3–2     | Verenigd Koninkrijk |
| Nur-Sultan       | gravel (i)    | Kazachstan           | 3–1     | Duitsland (6)       |
| Vancouver        | hardcourt (i) | Canada (7)           | 4–0     | Letland             |
| 's-Hertogenbosch | gravel (i)    | Nederland            | 0–4     | Spanje (8)          |
| Radom            | hardcourt (i) | Polen                | 4–0     | Roemenië (9)        |

### Vervolg
- Australië, België en Slowakije (zie boven) alsmede Zwitserland (finalist van vorig jaar) gingen zonder te spelen naar het eindtoernooi.
- Door hun winst in de kwalificatieronde gingen Canada, Italië, Kazachstan, Polen, Spanje, Tsjechië en Verenigde Staten naar het eindtoernooi.
- Duitsland, Frankrijk, Letland, Nederland, Oekraïne en Roemenië gingen naar de play-offs.
- Verenigd Koninkrijk nam de organisatie van het eindtoernooi op zich, en verdiende daarmee vrije doortocht naar het eindtoernooi.